# Barbarian II (jeu vidéo, Psygnosis)
Pour les articles homonymes, voir Barbarian.
Barbarian II est un jeu vidéo de type beat them all développé par Pandamonium Entertainment et édité par Psygnosis en 1991 sur Amiga et Atari ST. Il fait suite à Barbarian sorti en 1987.

## Équipe de développement
- Programmation  : Mike Chilton
- Graphismes  : Garvan Corbett, Mike Waterworth
- Musique  : Paul Summers